# أوليفر ألفونسي
أوليفر ألفونسي (بالسويدية: Oliver Alfonsi)‏ هو لاعب كرة قدم سويدي، ولد في 3 يونيو 2003.

## وصلات خارجية
- أوليفر ألفونسي على موقع اتحاد السويد (السويدية)
- أوليفر ألفونسي على موقع قاعدة بيانات كرة القدم.إي يو (الإنجليزية)
- أوليفر ألفونسي على موقع Soccerway.com (الإنجليزية)